# فهرست قنات‌های شهرستان صحنه
جدول زیر بر اساس آمار وزارت جهاد کشاورزیتهیه شده‌است. فهرست زیر قنات‌های شهرستان صحنه در استان کرمانشاه را نشان می‌دهد.
| نام قنات     | موقعیت                       | نزدیک‌ترین روستا | طول قنات (متر) | تعداد میله چاه | عمق مادر چاه | دبی (لیتر بر ثانیه) | سطح زیر کشت (هکتار) |
| ------------ | ---------------------------- | --------------- | -------------- | -------------- | ------------ | ------------------- | ------------------- |
| ابباریک      | بخشی نامعلوم در شهرستان صحنه | عباس‌آباد        | ۴۰۰            | ۰              | ۰            | ۳۰                  | ۴۰                  |
| ارگنه علیا   | بخشی نامعلوم در شهرستان صحنه | ارگنه علیا      | ۳۰۰            | ۰              | ۰            | ۲۰                  | ۲۵                  |
| جلگه زاوه    | بخشی نامعلوم در شهرستان صحنه | ابباریک         | ۴۰۰۰           | ۰              | ۰            | ۷۰                  | ۸۰                  |
| حجت‌آباد      | بخشی نامعلوم در شهرستان صحنه | حجت‌آباد         | ۲۱۵۰           | ۰              | ۰            | ۵۰                  | ۸۰                  |
| خیراله       | بخشی نامعلوم در شهرستان صحنه | دهلق            | ۳۰۰            | ۰              | ۰            | ۲۵                  | ۲۰                  |
| دهلق         | بخشی نامعلوم در شهرستان صحنه | دهلق            | ۱۵۰            | ۰              | ۰            | ۳۰                  | ۴۰                  |
| زاناب        | بخشی نامعلوم در شهرستان صحنه | ازناب سفلی      | ۵۳۰            | ۰              | ۰            | ۱۲                  | ۲۰                  |
| سراب         | بخشی نامعلوم در شهرستان صحنه | سراب            | ۱۰۰۰           | ۰              | ۰            | ۱۰۰                 | ۷۰                  |
| هی ونان      | بخشی نامعلوم در شهرستان صحنه | گردارن          | ۶۰۰            | ۰              | ۰            | ۲۵                  | ۳۵                  |
| چراغ‌آباد     | بخشی نامعلوم در شهرستان صحنه | چراغ‌آباد        | ۱۵۰            | ۰              | ۰            | ۱۵                  | ۲۰                  |
| چشمه مهدی    | بخشی نامعلوم در شهرستان صحنه | چشمه مهدی       | ۵۰۰            | ۰              | ۰            | ۲۰                  | ۲۵                  |
| کهریز        | بخشی نامعلوم در شهرستان صحنه | دهلق            | ۲۰۰۰           | ۰              | ۰            | ۴۰                  | ۴۰                  |
| کهریز        | بخشی نامعلوم در شهرستان صحنه | کهریز دینور     | ۵۵۰            | ۰              | ۰            | ۲۰                  | ۳۰                  |
| گاودانه گدار | بخشی نامعلوم در شهرستان صحنه | چاودانه علیا    | ۷۰۰            | ۰              | ۰            | ۲۰                  | ۲۸                  |